# Spondylus
Genre
Spondylus est un genre de mollusques bivalves, le seul de la sous-famille des Spondylinae. « Spondyles » est le nom tant commun que systématique le plus souvent utilisé pour ces animaux filtreurs aussi appelés huîtres épineuses.

## Description

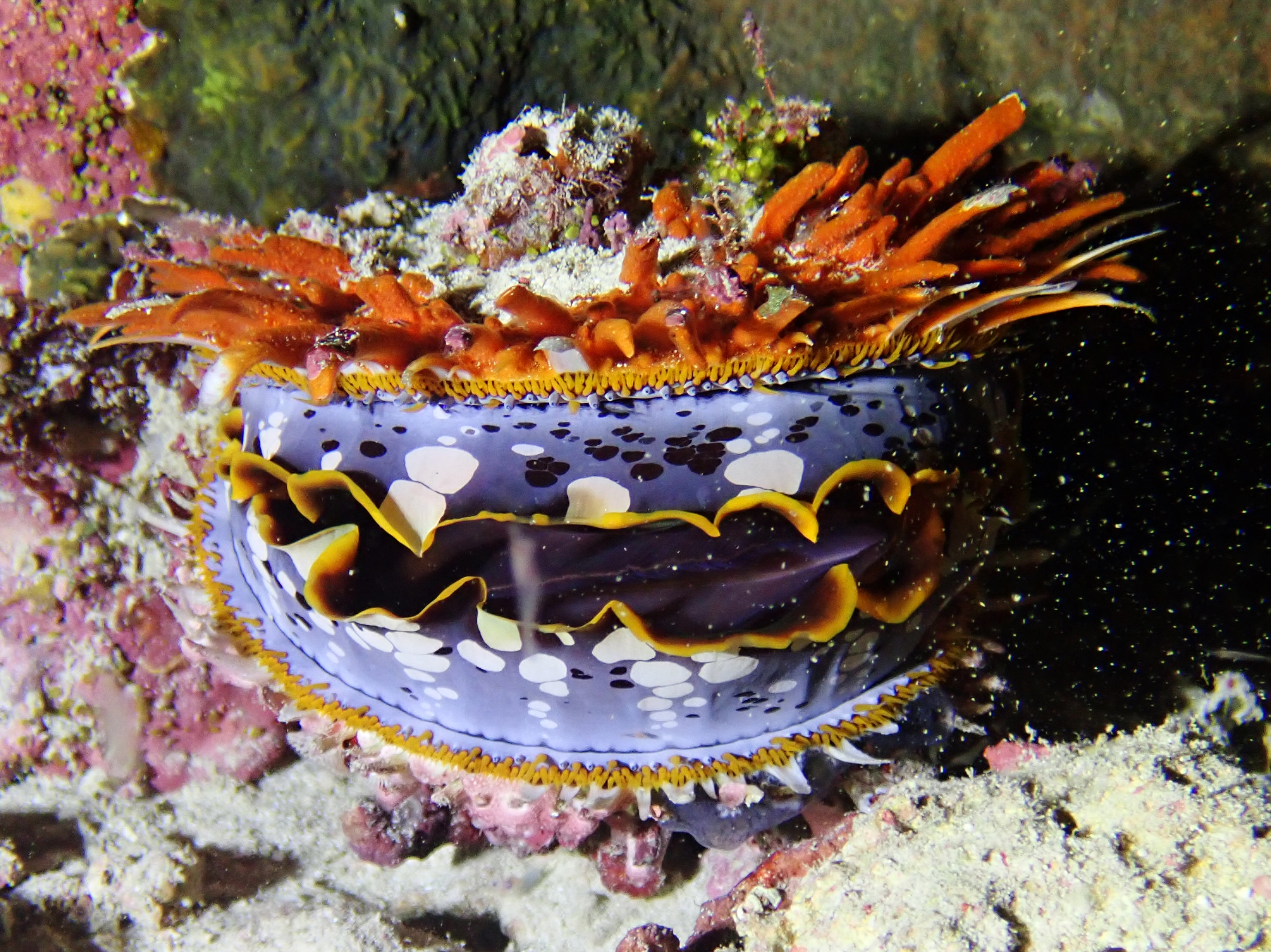
Une vue des bords colorés du manteau d'un Spondylus varius de Mayotte. Les yeux peuvent être aperçus sur la frange entre le manteau et la coquille.

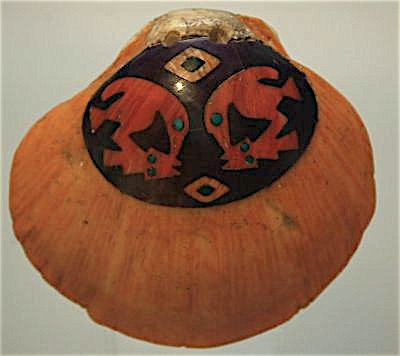
Coquille de Spondylus calcifer et turquoise représentant des oiseaux de mer dévorant des poissons : Pérou, civilisation Chimú.

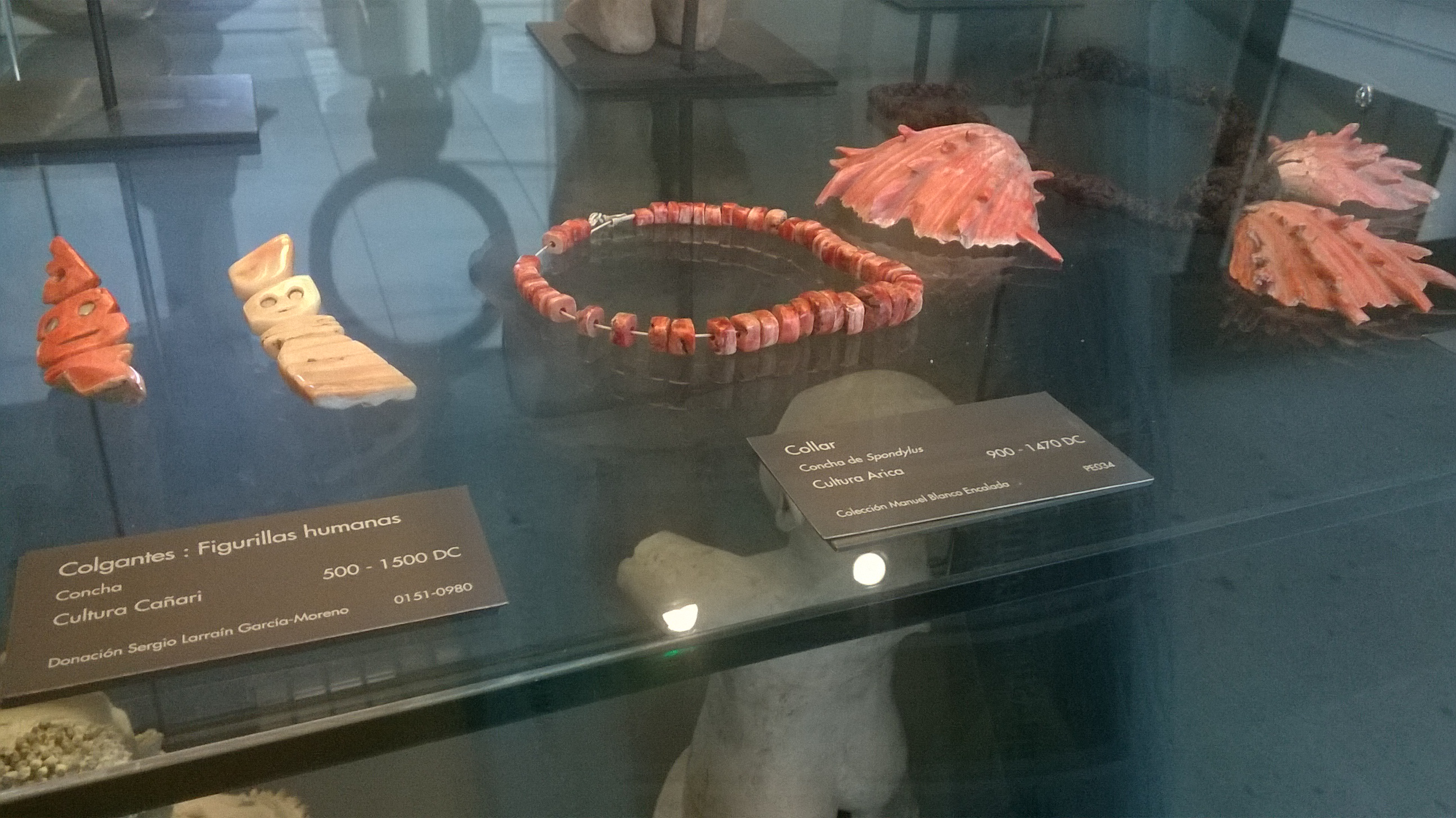
Ornements précolombiens (collier, boucles d'oreilles) faits de spondyles, exposés au Musée chilien d'art précolombien (Santiago du Chili)

Il y a beaucoup d'espèces de spondyles d'apparences variables. Elles sont regroupées dans la même superfamille que la coquille Saint-Jacques, mais comme les huîtres (Famille des ostréidés), elles se cimentent directement aux rochers, plutôt que de se fixer par un byssus. 
Leur caractéristique principale est que les deux parties de leurs coquilles sont articulées entre elles comme une charnière.
Les spondyles ont des yeux multiples sur les bords de la coquille et un système nerveux bien développé. Leurs ganglions nerveux sont concentrés dans la région des viscères ; les lobes optiques reliés aux yeux sont reconnaissables. 
Les coquilles de spondyles sont très recherchés par les collectionneurs en raison de leurs couleurs et ornements ; l'animal vivant peut aussi présenter des parties charnues vivement colorées.

## Histoire
Les témoignages archéologiques montrent que les populations européennes du Néolithique, il y a 5 000 ans, appréciaient les coquilles de Spondylus gaederopus pour en faire des ornements, comme dans la nécropole de Varna (Bulgarie). Les coquilles collectées en Mer Égée peuvent être retrouvées loin à l'intérieur du continent, jusqu'en Europe centrale. Dans la culture rubanée et celle de Lengyel, les coquilles de spondyles provenant de la mer Égée ont été travaillées pour faire des bracelets et des boucles de ceinture.
Du côté du Pacifique, des coquilles de Spondylus calcifer et princeps ont été trouvées sur les côtes de l'Équateur, du Pérou et du Chili, mais aussi loin des côtes dans la Cordillère des Andes, comme offrandes à Pachamama et aussi comme monnaies. Comme en Europe, les coquilles de spondyles ont été largement diffusées par les civilisations précolombiennes, depuis le Mexique jusqu'à la Terre de Feu et passant par l'altiplano des Andes. Les peuples Chimú et motchica de l'ancien Pérou vouaient un culte aux animaux et à la mer : ils ont souvent représenté ou utilisé les coquilles de spondyles dans leur art.

## Liste des espèces
Selon World Register of Marine Species (7 novembre 2014) :

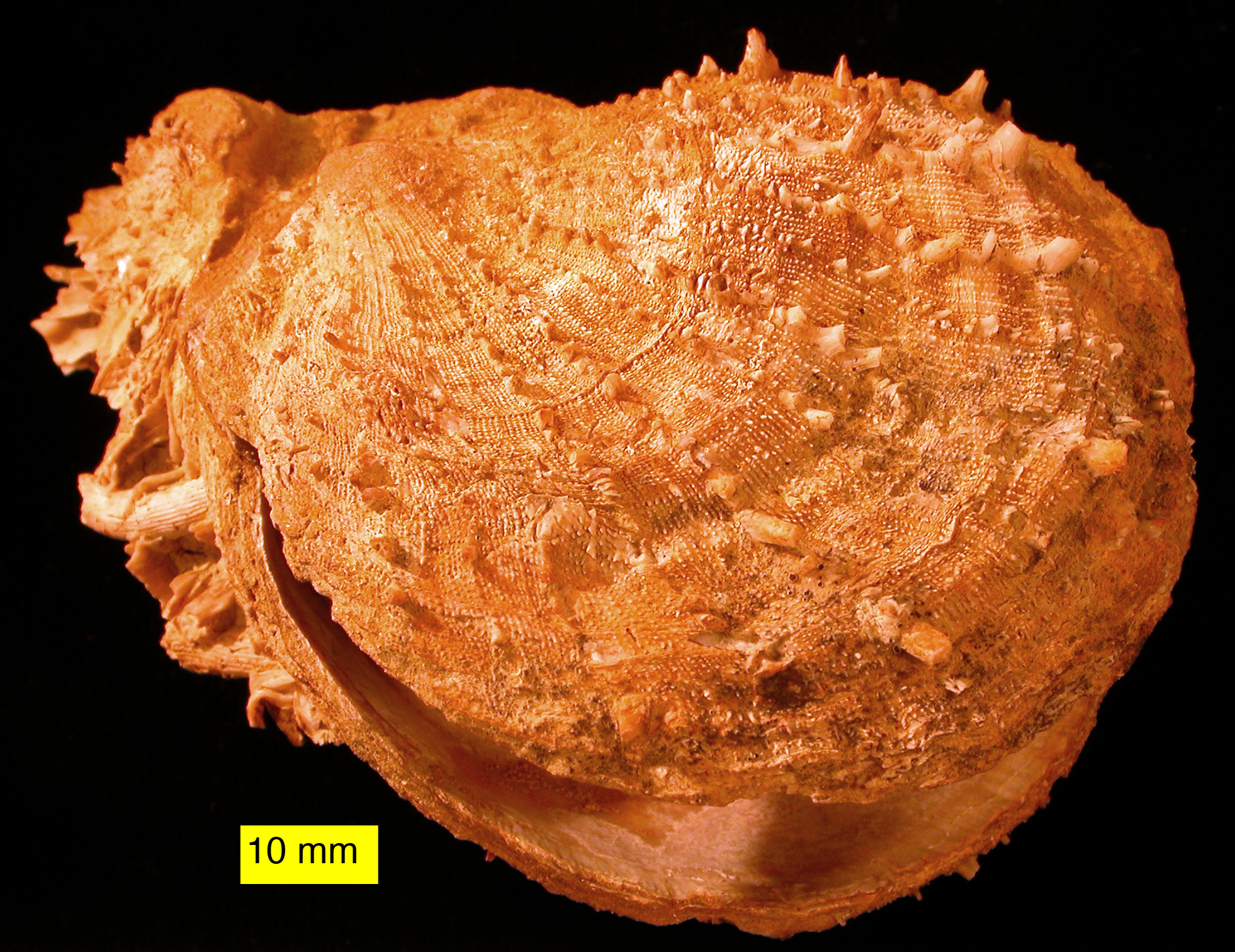
Fossile de spondyle du Pliocène.

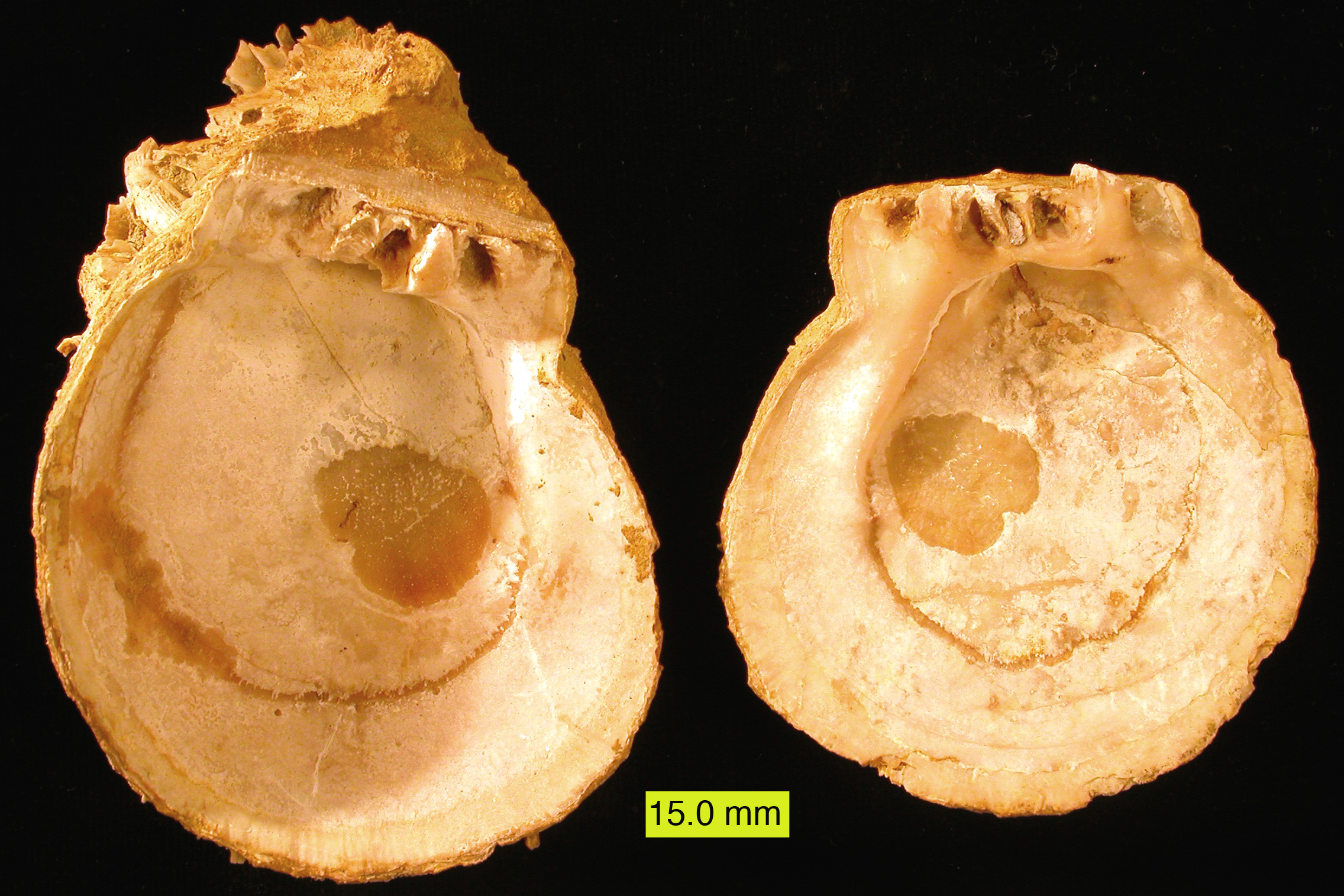
L'intérieur de deux valves fossiles de spondyle du Pliocène, Chypre.

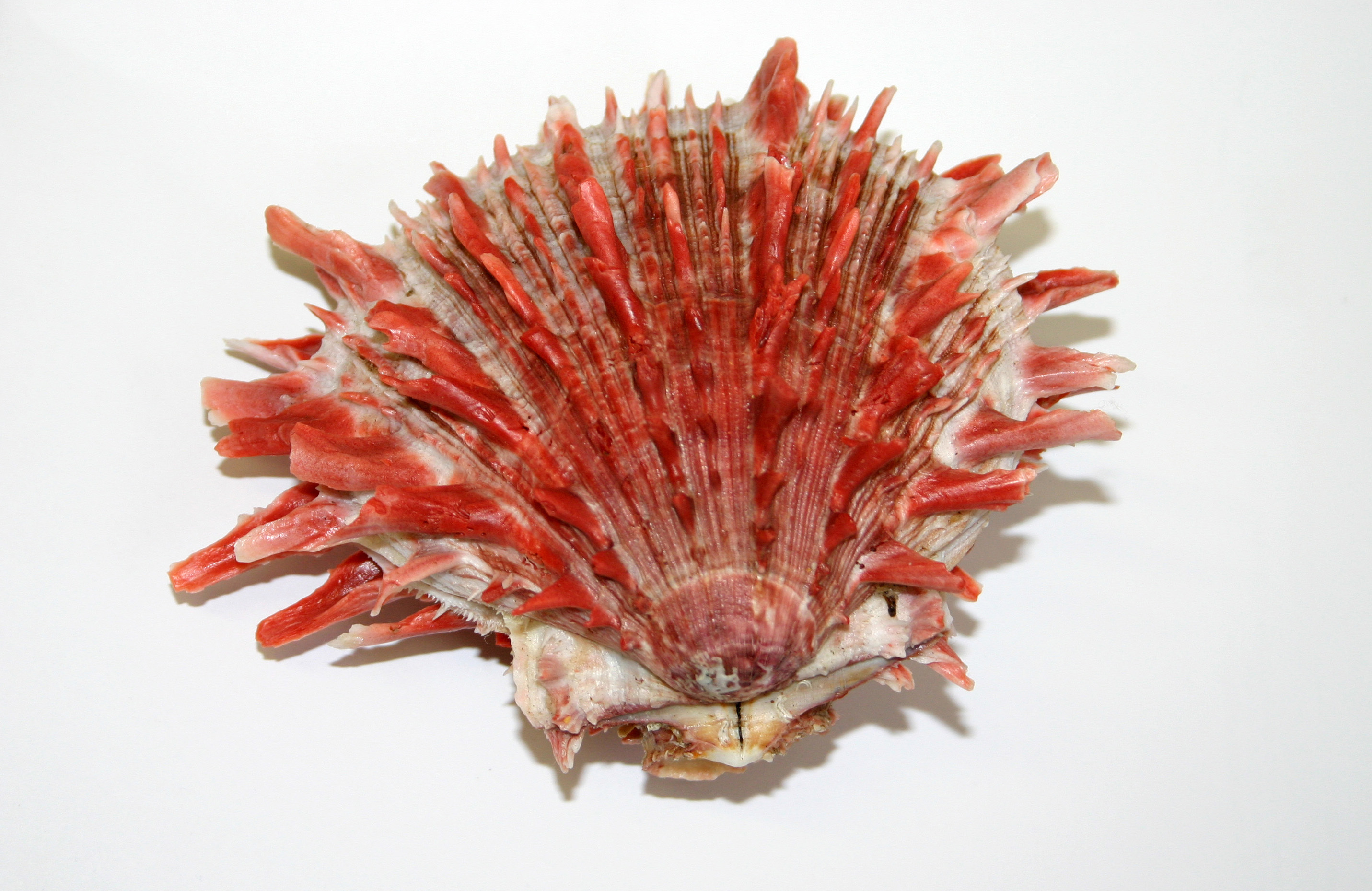
Huître épineuse Spondylus princeps Broderip 1833, Golfe de Californie, Mexique.

- Spondylus americanus Hermann, 1781
- Spondylus anacanthus Mawe, 1823
- Spondylus asiaticus Chenu, 1844
- Spondylus asperrimus G. B. Sowerby II, 1847
- Spondylus aurispinae Damarco & Bologna, 2009
- Spondylus avramsingeri Kovalis, 2010
- Spondylus butleri Reeve, 1856
- Spondylus candidus Lamarck, 1819
- Spondylus clarksoni Lamprell, 1992
- Spondylus concavus Deshayes in Maillard, 1863
- Spondylus crassisquama Lamarck, 1819
- Spondylus croceus Schreibers, 1793
- Spondylus darwini Jousseaume, 1882
- Spondylus deforgesi Lamprell & Healy, 2001
- Spondylus depressus Fulton, 1915
- Spondylus eastae Lamprell, 1992
- Spondylus echinatus Schreibers, 1793
- Spondylus erectospinosus Habe, 1973
- Spondylus exiguus Lamprell & Healy, 2001
- Spondylus exilis G. B. Sowerby III, 1895
- Spondylus fauroti Jousseaume, 1888
- Spondylus foliaceus Schreibers, 1793
- Spondylus gaederopus Linnaeus, 1758
- Spondylus gloriandus Melvill & Standen, 1907
- Spondylus gloriosus Dall, Bartsch & Rehder, 1938
- Spondylus gravis Fulton, 1915
- Spondylus groschi Lamprell & Kilburn, 1995
- Spondylus gussonii O. G. Costa, 1830
- Spondylus heidkeae Lamprell & Healy, 2001
- Spondylus imbricatus Perry, 1811
- Spondylus imperialis Chenu, 1844
- Spondylus lamarckii Chenu, 1845
- Spondylus layardi Reeve, 1856
- Spondylus leucacanthus Broderip, 1833
- Spondylus limbatus G. B. Sowerby II, 1847
- Spondylus linguafelis G. B. Sowerby II, 1847
- Spondylus maestratii Lamprell & Healy, 2001
- Spondylus microlepos Lamarck, 1819
- Spondylus mimus Dall, Bartsch & Rehder, 1938
- Spondylus multimuricatus Reeve, 1856
- Spondylus multisetosus Reeve, 1856
- Spondylus nicobaricus Schreibers, 1793
- Spondylus occidens G. B. Sowerby III, 1903
- Spondylus ocellatus Reeve, 1856
- Spondylus orstomi Lamprell & Healy, 2001
- Spondylus ostreoides E. A. Smith, 1885
- Spondylus pratii Parth, 1990
- Spondylus proneri Lamprell & Healy, 2001
- Spondylus raoulensis W. R. B. Oliver, 1915
- Spondylus reesianus G. B. Sowerby III, 1903
- Spondylus regius Linnaeus, 1758
- Spondylus rippingalei Lamprell & Healy, 2001
- Spondylus rubicundus Reeve, 1856
- Spondylus senegalensis Schreibers, 1793
- Spondylus sinensis Schreibers, 1793
- Spondylus spinosus Schreibers, 1793
- Spondylus squamosus Schreibers, 1793
- Spondylus swinneni Lamprell, Stanisic & Clarkson, 2001
- Spondylus tenellus Reeve, 1856
- Spondylus tenuis Schreibers, 1793
- Spondylus tenuispinosus G. B. Sowerby II, 1847
- Spondylus tenuitas Garrard, 1966
- Spondylus unicolor G. B. Sowerby II, 1847
- Spondylus variegatus Schreibers, 1793
- Spondylus varius G. B. Sowerby I, 1827
- Spondylus versicolor Schreibers, 1793
- Spondylus victoriae G. B. Sowerby II, 1860
- Spondylus violacescens Lamarck, 1819
- Spondylus virgineus Reeve, 1856
- Spondylus zonalis Lamarck, 1819

## Galerie

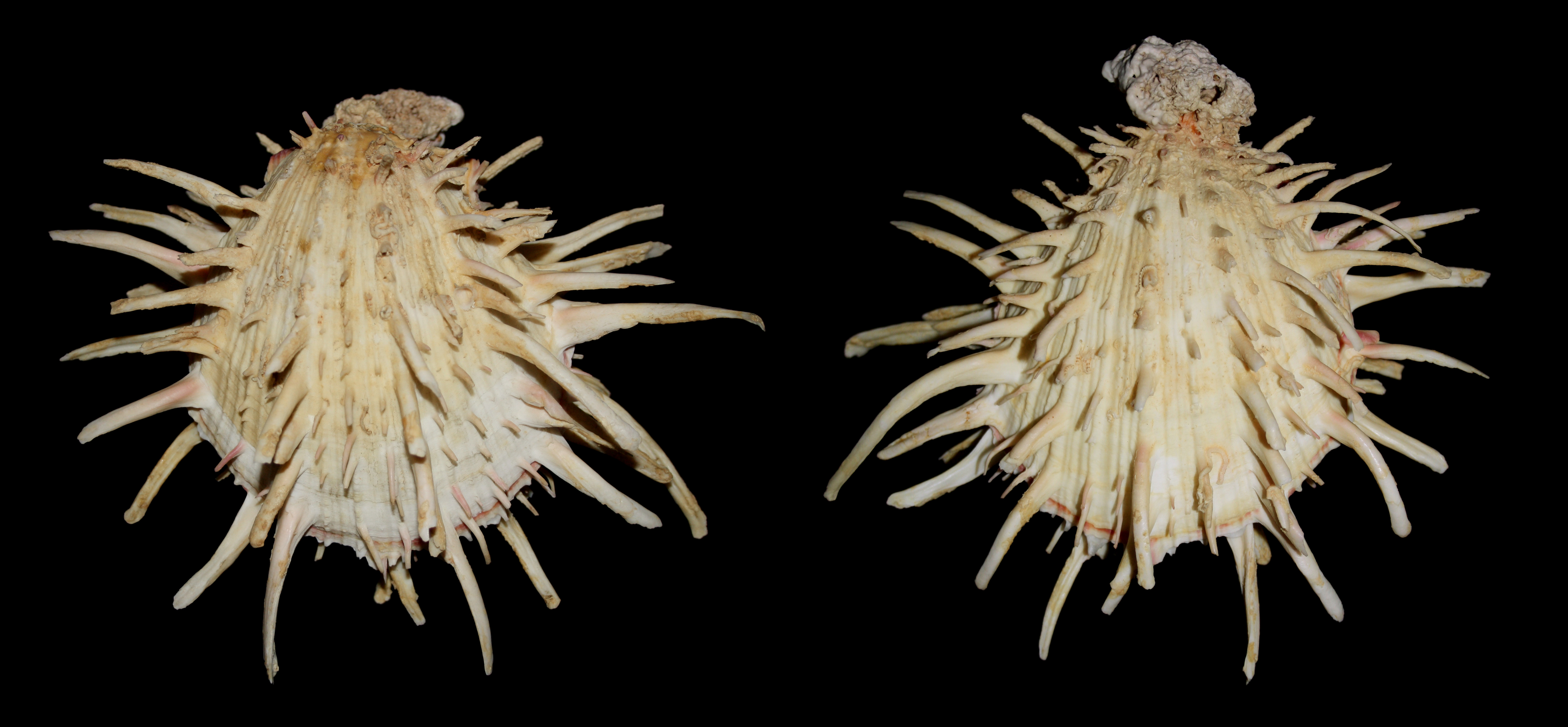
Spondylus americanus
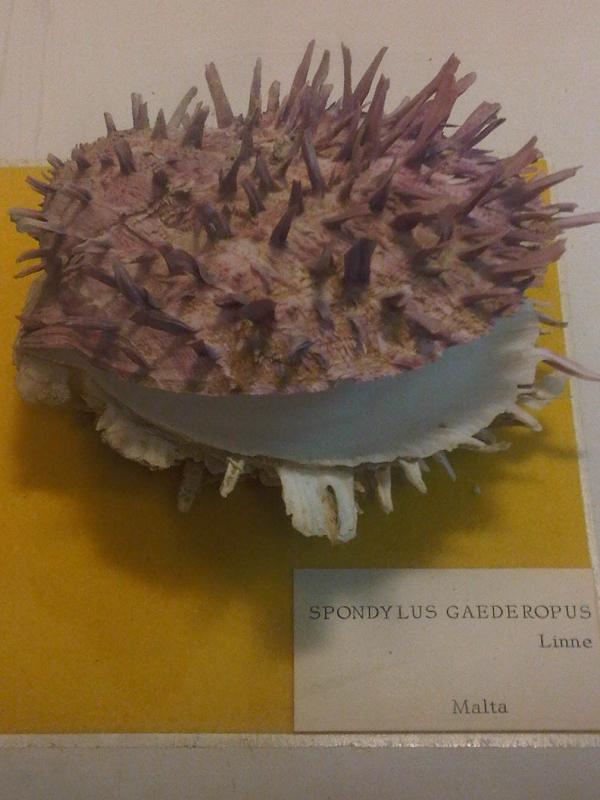
Spondylus gaederopus
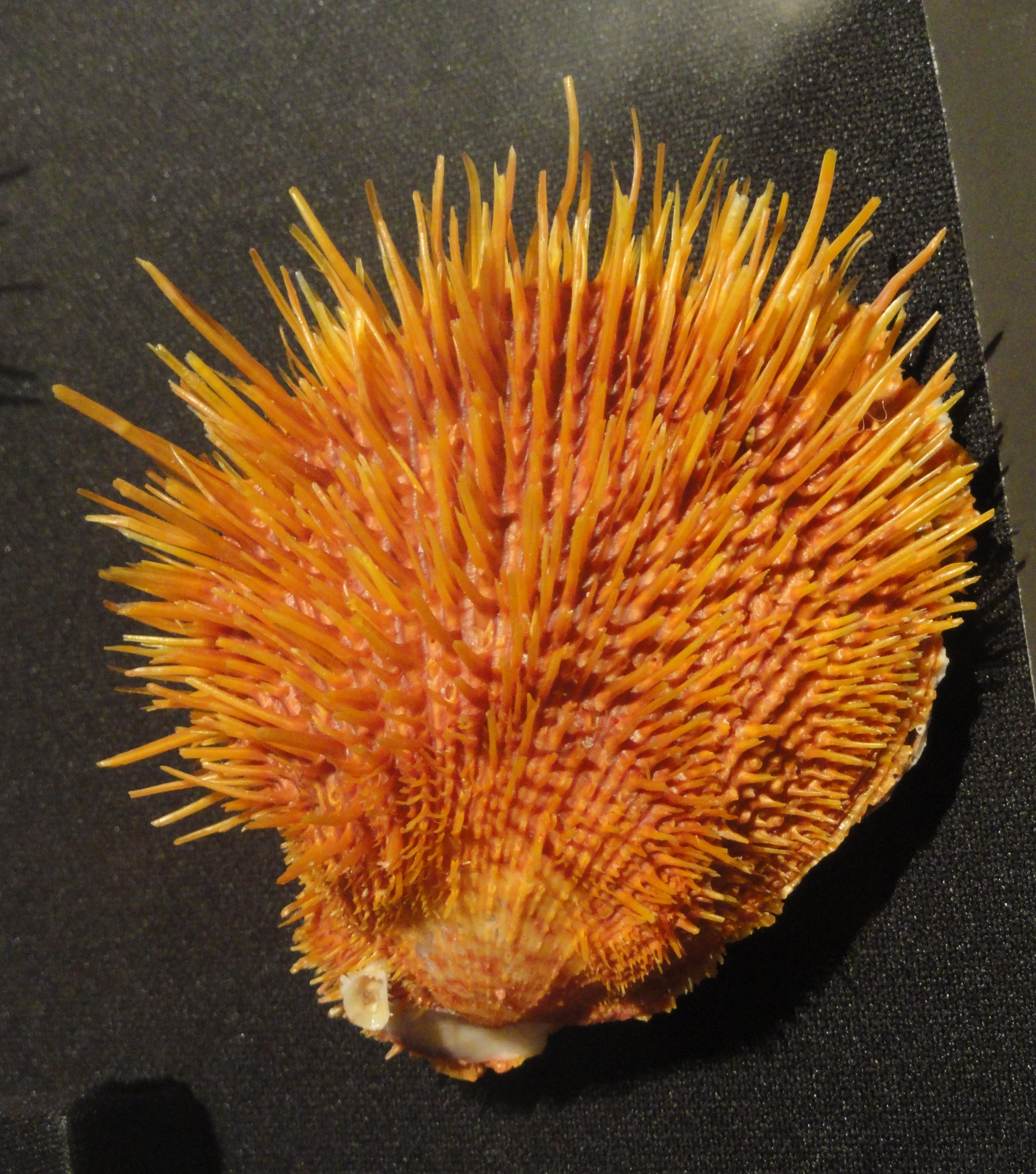
Spondylus linguafelis
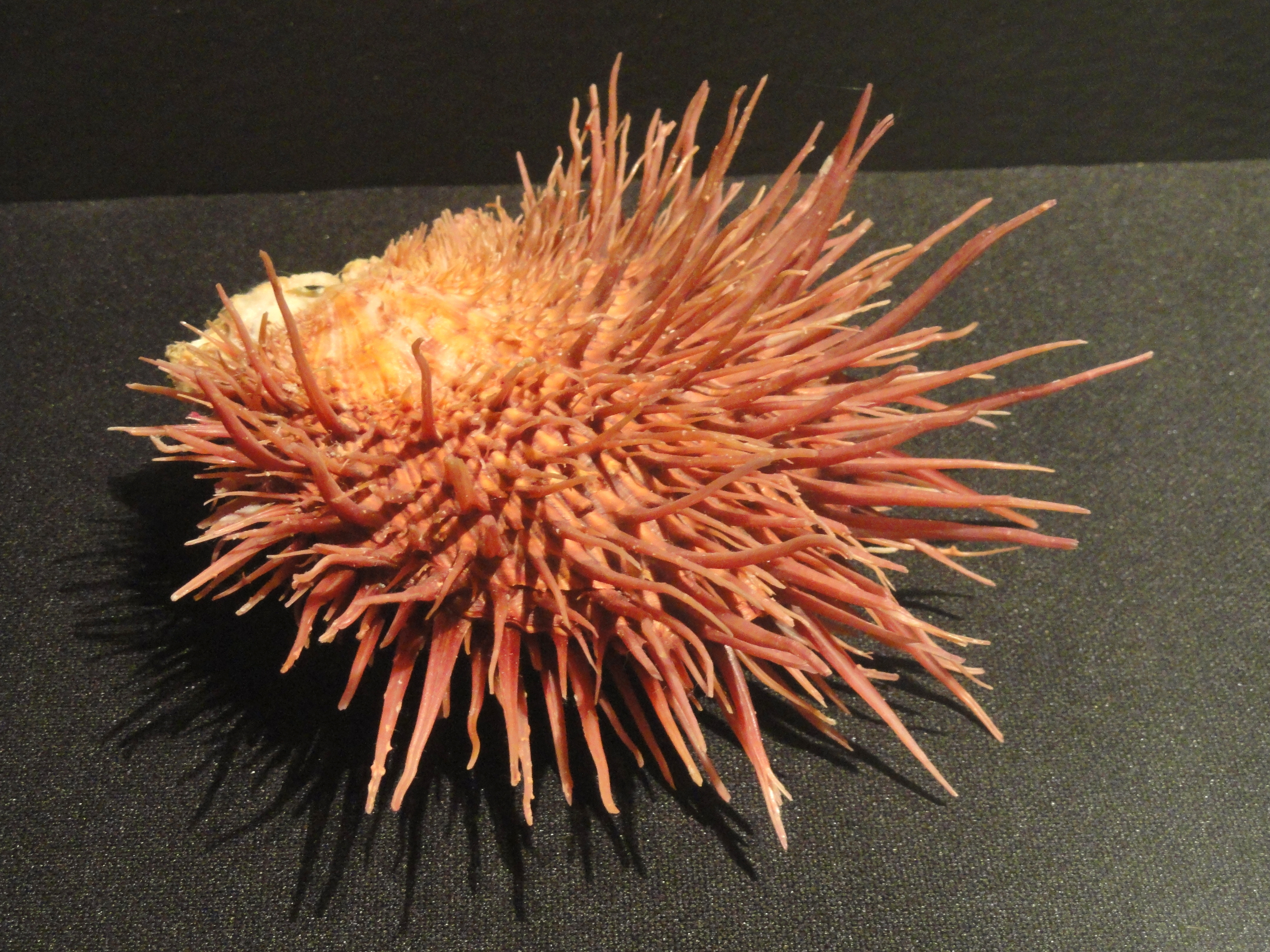
Spondylus multimuricatus
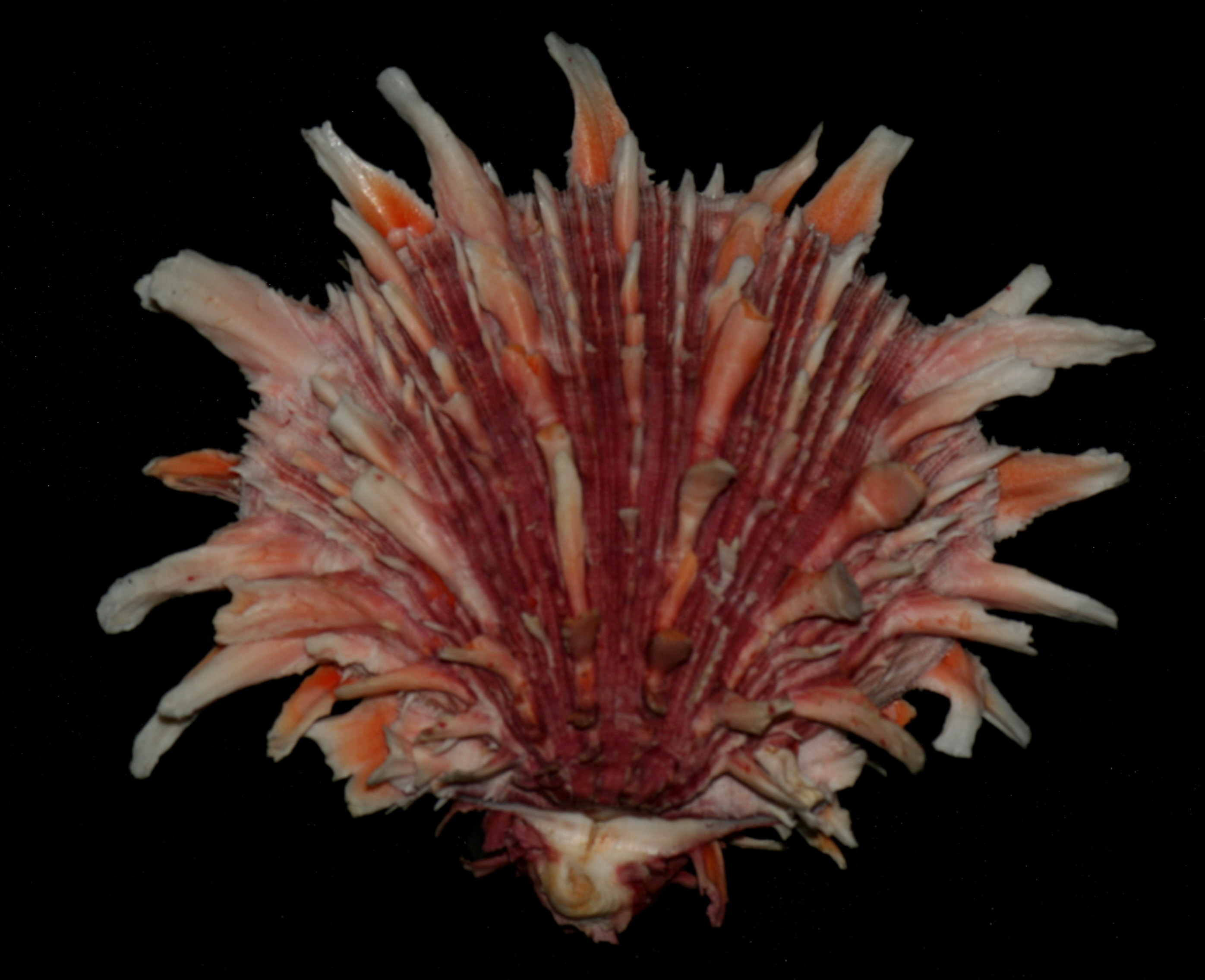
Spondylus princeps
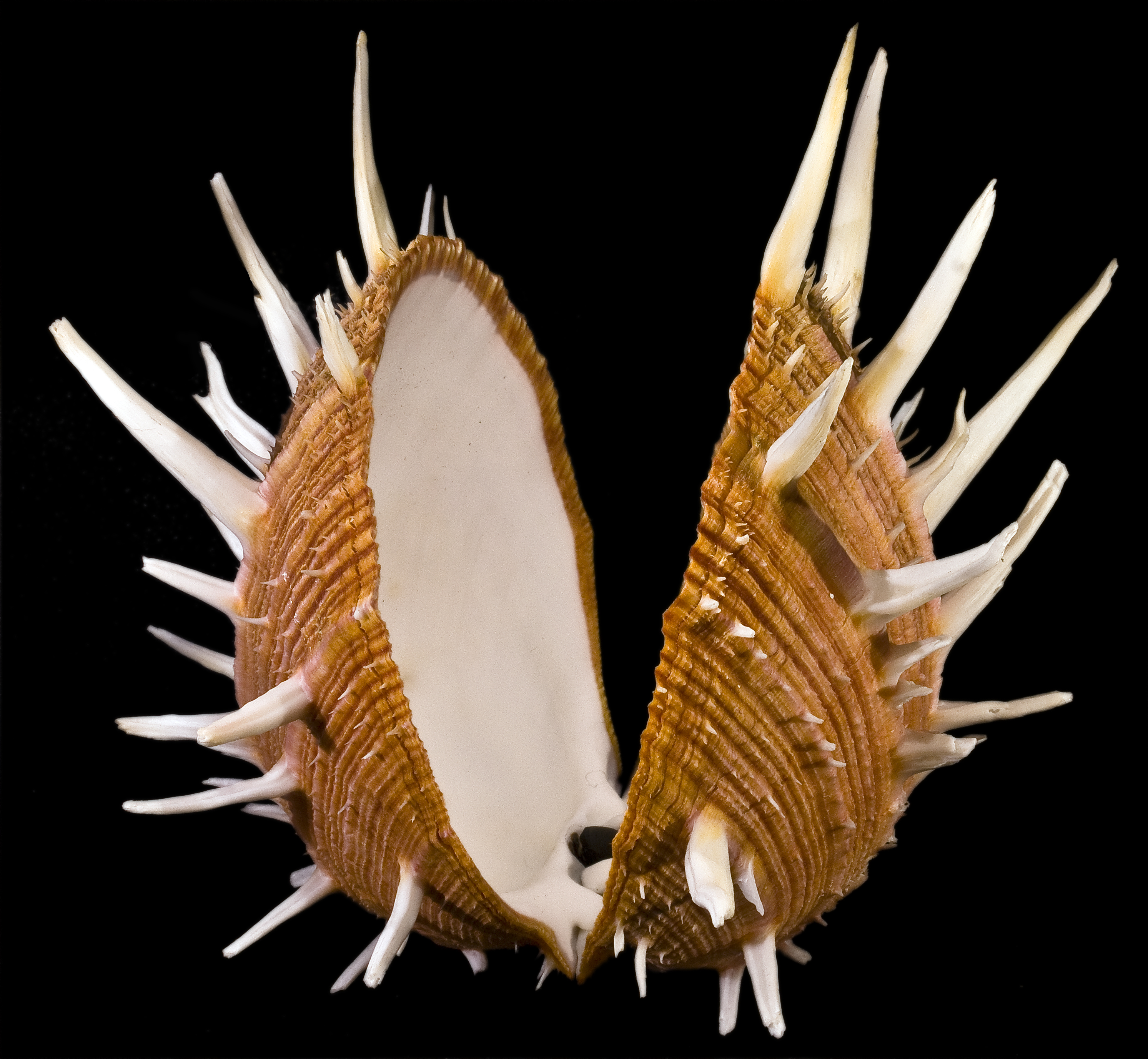
Spondylus regius
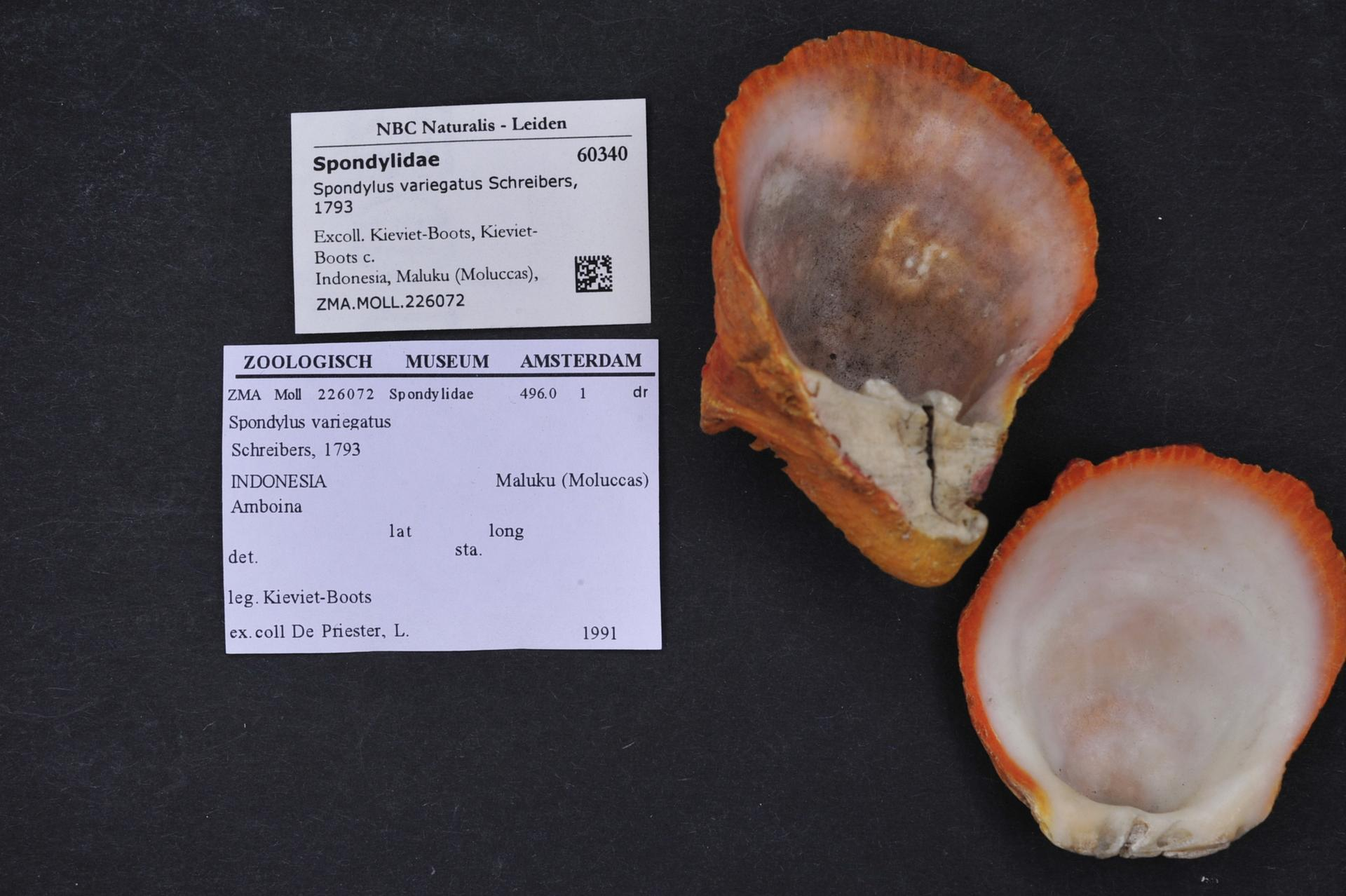
Spondylus variegatus
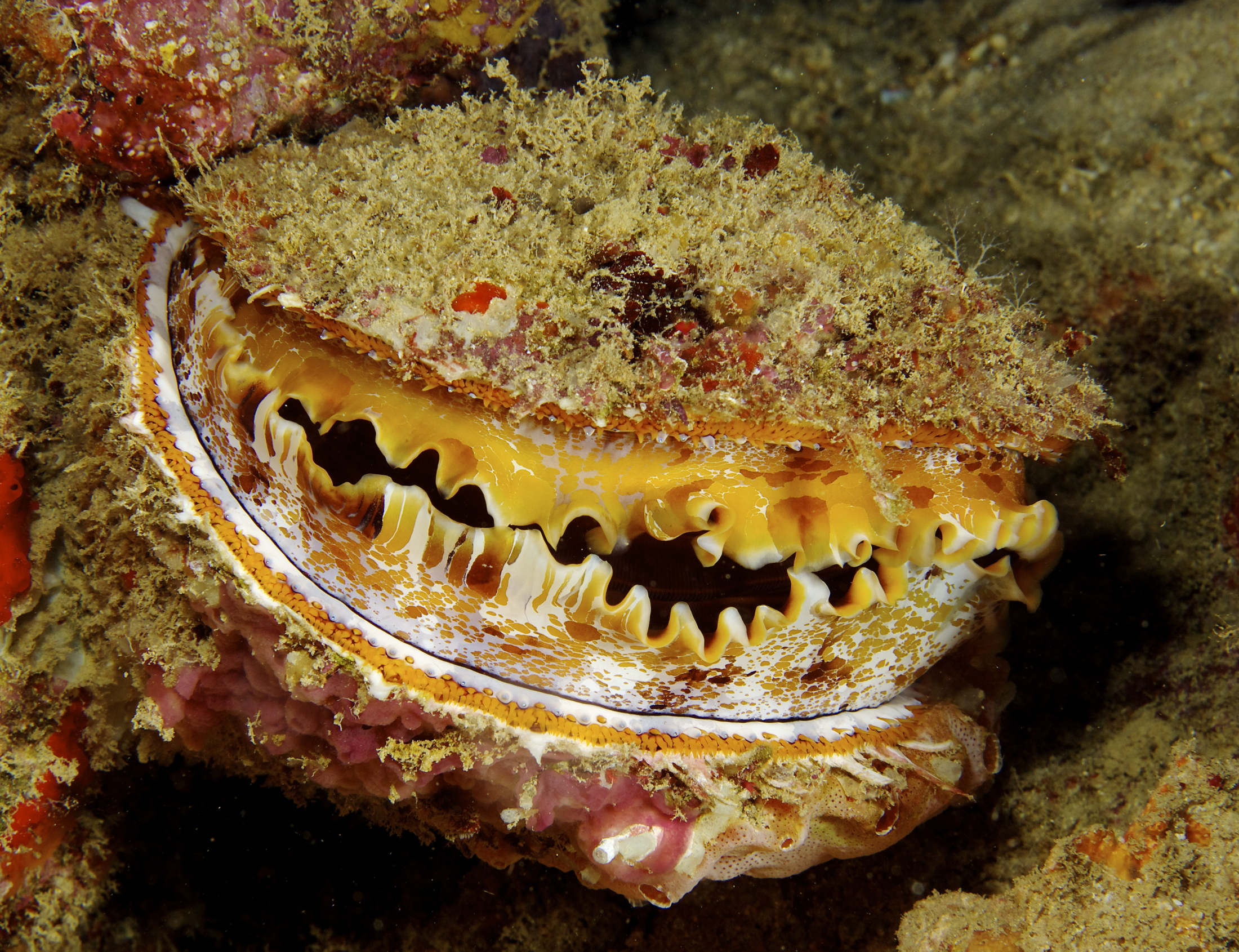
Spondylus varius
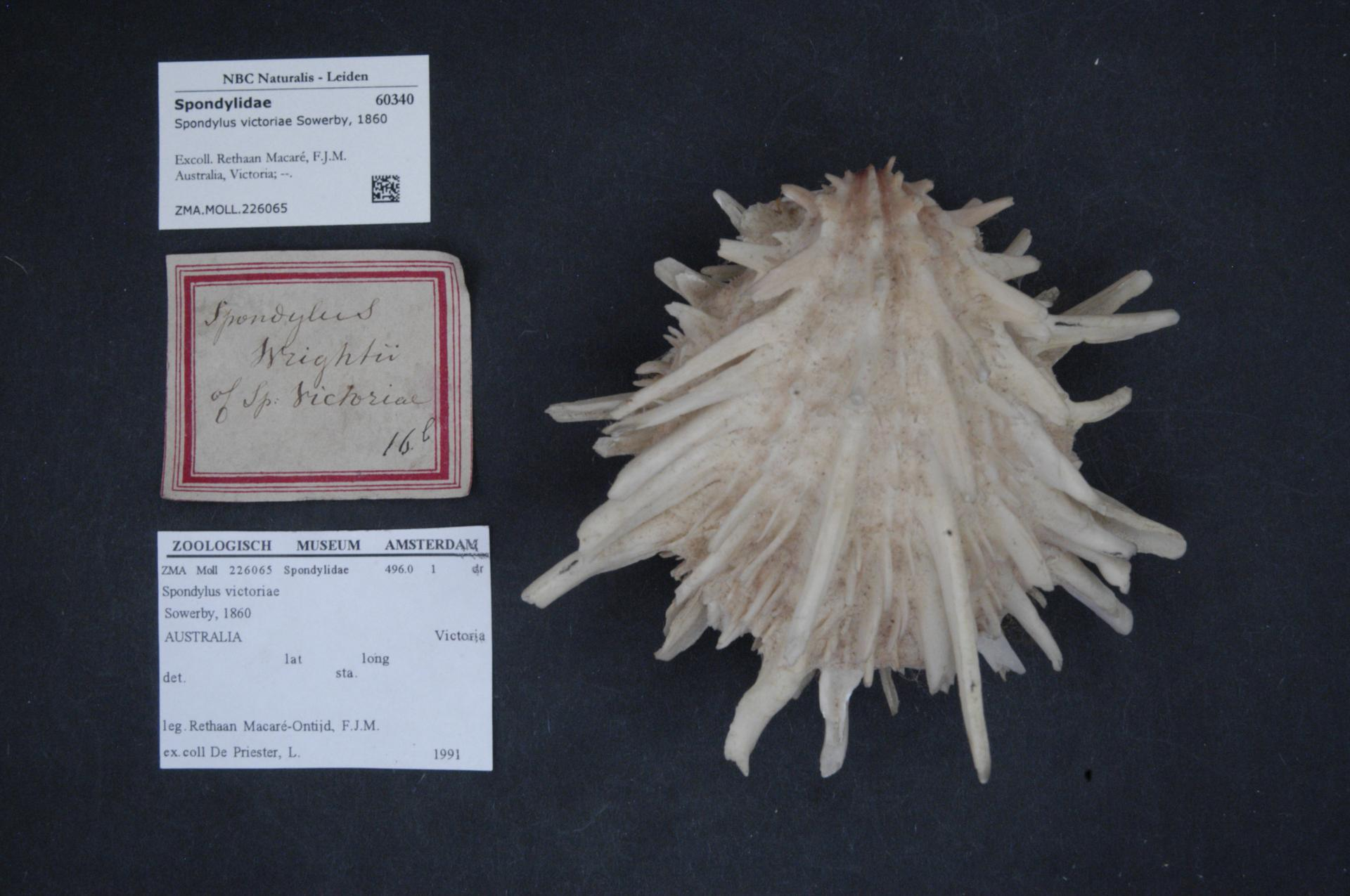
Spondylus victoriae